# Перехрестів Микола Пилипович
Перехрестів Микола Пилипович (немає даних про роки життя) – старшина Дієвої армії УНР.
Народився на Херсонщині. 
Станом на 1 січня 1910 року – поручик 125-го піхотного Курського полку (Рівне). Останнє звання у російській армії – полковник. 
З 1 листопада 1918 р. – начальник 1-ї частини організаційного відділу Головного управління Генерального штабу Української Держави, згодом – Дієвої армії УНР. На цій посаді перебував до жовтня 1919 року. 
Подальша доля невідома.